# Association Sportive des Douanes
|  | No s'ha de confondre amb Association Sportive Douanes, Association Sportive des Douanes, Association Sportive des Douanes de Lomé, o AS des Douanes de Niamey. |

L'Association Sportive des Douanes és un club de futbol burkinès de la ciutat d'Ouagadougou.
La temporada 2017-18 va jugar a la segona divisió de Burkina Faso, on es proclamà campió i ascendí a primera divisió. La temporada 2018-19 debutà a primera amb derrota 2-1 contra el AS SONABEL i a final de temporada acabà novè. La temporada 2021-22 acabà quart a la primera divisió però també guanyà la copa nacional vencent la US Comoé.

## Palmarès
- Lliga burkinesa de futbol:[4]
  - 2023, 2024

- Copa burkinesa de futbol:[5]
  - 2022

- Supercopa burkinesa de futbol:[6]
  - 2022, 2023, 2024